# 4e bataillon colonial de commandos parachutistes
Créé le 20 avril 1949 en Afrique occidentale Française, le groupement de commandos de l'Afrique occidentale Française devient le 1er juillet de la même année le 4e BCCP bataillon colonial de commandos parachutistes, sous le commandement du capitaine Ducasse.
Stationné en 1954 et 1955 au camp Leclerc à Ouakam (Sénégal), le 4e BCCP est dissous et devient 7e RPC le 30 juin 1957.

### Sources et bibliographie
Cette présentation des Origines des Parachutistes d'Infanterie de Marine est extraite du livre " Les Troupes De Marine " 1622-1984 aux éditions LAVAUZELLE, livre écrit et édité à l'initiative de : la Fédération Nationale des Anciens d'Outre-Mer et anciens combattants des Troupes De Marine, l'Inspection des Troupes De Marine.